# Gränsjägare
Gränsjägare är beteckning på militär personal med ansvar för gränsbevakning.

## Finland
I Finland är en gränsjägare en soldat i det finländska gränsbevakningsväsendet. Övergränsjägare motsvarar korpral. 

## Sverige
I Sverige utbildades gränsjägarförband vid Lapplands jägarregemente (I 22) i Kiruna. Längs den östra gränsen fanns åtta gränsjägarkompanier utgångsgrupperade efter mobilisering och ett mindre antal fristående gränsjägarplutoner var avsedda att användas längs vår västra gräns. Gränsjägarkompanierna var i skymningsläget (då uttalat krigstillstånd ännu inte råder) självständiga förband. Krigsplaneringen var sådan att dessa i en krigssituation skulle underställas områdets Norrlandsjägarbataljon för gemensam strid och spaning. Båda förbandstyperna hade territorialansvar, dvs. de stannade kvar bakom fiendens linjer. Sverige har också haft ett utbildningsförband med namnet gränsjägare, Norrbottens gränsjägare (Fo 67), Gj 67 Kalix.

## Tyskland
Till 1976 var Grenzjäger, Grenztruppjäger, Grenzoberjäger och Grenzhauptjäger militära grader för manskap i Bundesgrenzschutz. Detta år fick alla innehavare av dessa grader den nya graden Polizeioberwachtmeister. 